# Cameli
Cameli (en llatí Camelius) era un dels metges de l'emperador August. Va viure després de Marc Artori i va succeir Antoni Musa. Ciceró diu que en una malaltia de l'emperador li va prohibir menjar enciam que abans, per recepta d'Antoni Musa, li havia anat molt bé.